# 壬生パーキングエリア

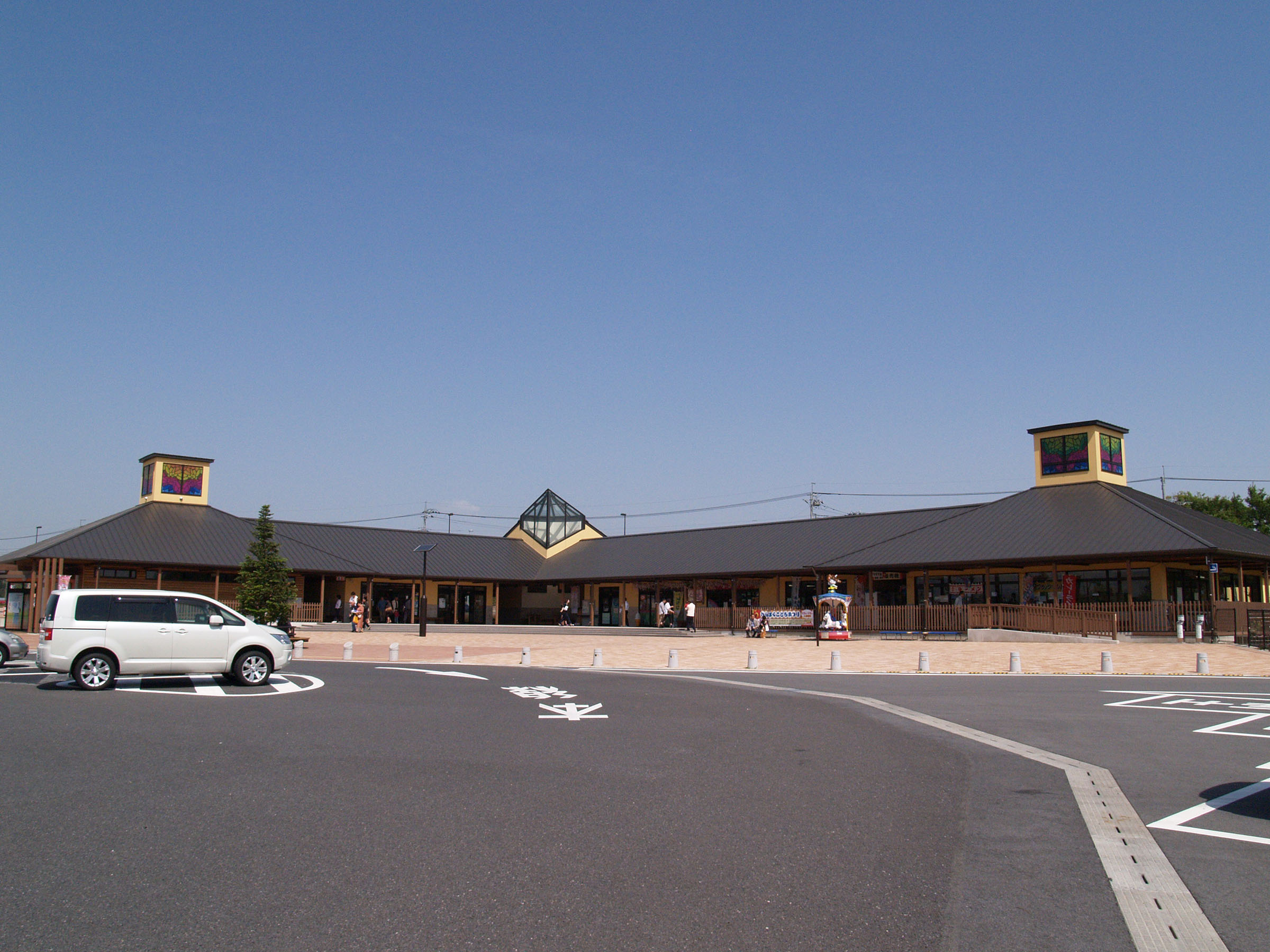
ハイウェイオアシス（2011年5月）

壬生パーキングエリア（みぶパーキングエリア）は、栃木県下都賀郡壬生町大字国谷にある、北関東自動車道のパーキングエリア。
当初の予定では2009年度開設予定だったが、真岡IC-桜川筑西IC間の整備が予定より進み、2008年12月20日に開通し、当PAもそれにあわせ同日開設した。壬生PA周辺に壬生町が整備中のみぶハイウェーパーク（ハイウェイオアシス）は、当PA開設時までの完成を目指していたが、パーキングエリアが早期にオープンしたため、2009年10月23日の開設となった。
当PAにスマートインターチェンジが併設される予定であり、2023年9月8日付で国土交通省により新規事業化されている。

## 道路
- E50 北関東自動車道

## 歴史
- 2008年（平成20年）12月20日 : 北関東自動車道真岡IC-桜川筑西IC間開通に伴い開設。
- 2009年（平成21年）10月23日 : ハイウェイオアシス（道の駅みぶ）がオープン。
- 2023年（令和5年）9月8日 : 当PAに併設予定のスマートICが新規事業化[1]。

## 施設

### 上下線共通
- トイレ　
  - 男性 大3（洋式3）・小3
  - 女性 5（和式1・洋式4）・同伴の男児用1
  - 車いすトイレ 1
- 自動販売機
- ハイウェイ情報ターミナル
- 給電スタンド（24時間）

### 西行き（高崎方面）
- 駐車場
  - 大型 10台
  - 小型 16台
  - トレーラー 2台

### 東行き（友部方面）
- 駐車場
  - 大型 10台
  - 小型 16台
  - トレーラー 2台

## 周辺
- 道の駅みぶ 壬生PAの隣接地にハイウェイオアシスとして新設されたみぶハイウェーパークと、近接地に既設の計3つの公園により構成。一般道路からの他、壬生PAからもこれらの施設を利用できる。
  - みぶハイウェーパーク（道の駅壬生の中核施設）
  - とちぎわんぱく公園
  - 壬生町総合公園（敷地内には壬生町おもちゃ博物館も併設される）

## ハイウェイラジオ

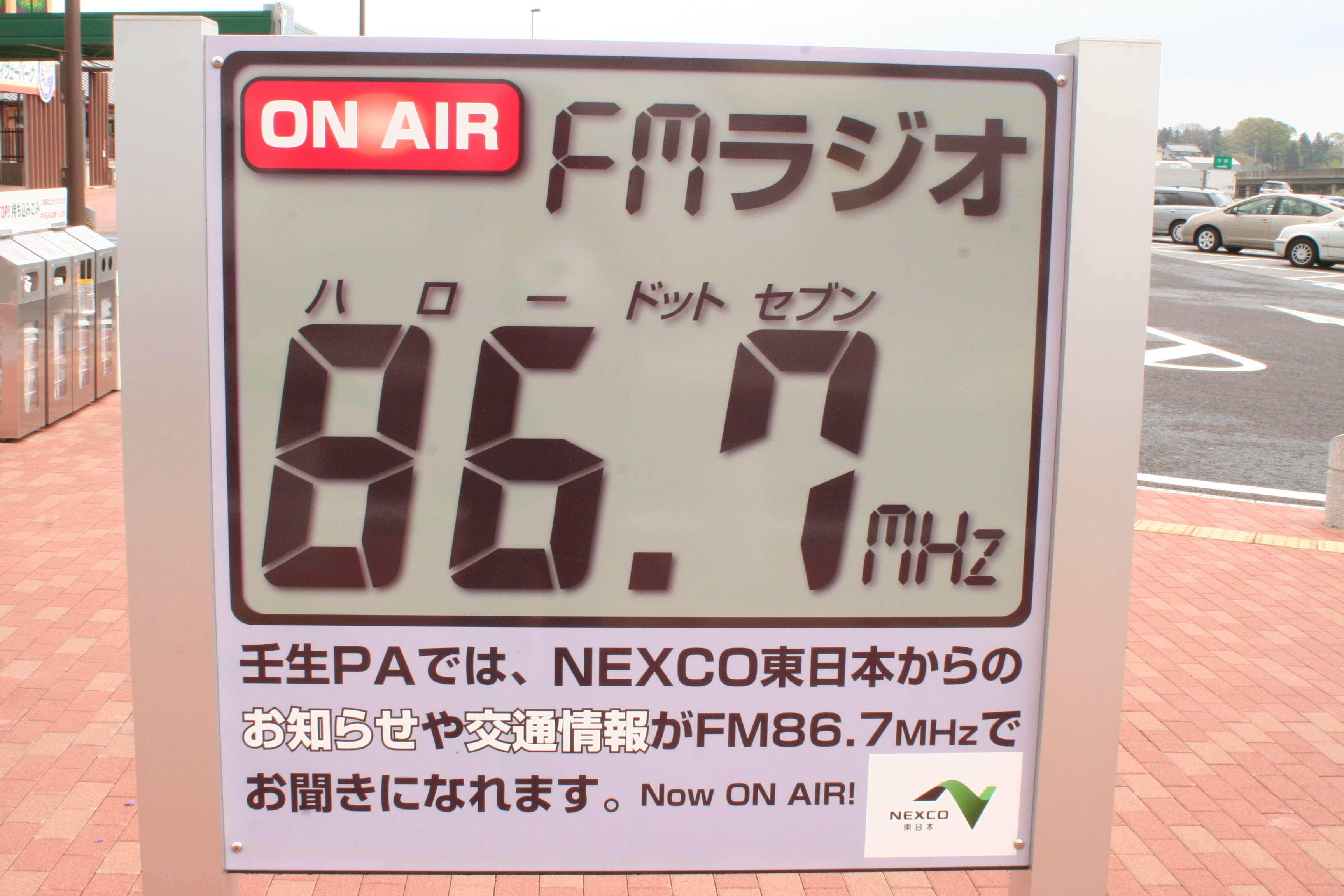
壬生PA内ハイウェイラジオ案内(以前)

- 「ハイウェイラジオ上三川」をミニFM86.9MHz(以前は86.7MHzだった)で再送信しており、FMラジオで聴取できる。

## 隣
E50 北関東自動車道
(8) 都賀IC - 壬生PA/SIC（SICは事業中） - (9) 壬生IC